# Macon (Missisipi)
Macon – miasto w Stanach Zjednoczonych, w stanie Missisipi, siedziba administracyjna hrabstwa Noxubee.